# Trenitalia
Trenitalia é a principal companhia de transporte ferroviário italiana, seja de passageiros como de mercadorias. É parte do grupo estatal Ferrovie dello Stato (Ferrovias do Estado-FS) e surgiu em 1 de junho de 2000 da separação determinada pela normativa européia do grupo FS em fornecedor de serviços (Trenitalia) e gestor da rede (RFI).
A Trenitalia oferece transporte em todo território italiano (incluindo também as grandes ilhas Sicília e Sardenha) e para países europeus, como Alemanha, Áustria, Bélgica, Croácia, Eslovênia, França, Espanha, Hungria e Suíça. A companhia opera trem de alta velocidade ETR 500 (Eurostar Italia) e também é parceira no serviço Cisalpino (Itália - Suíça - Alemanha).